# Huddinges byggnadspris

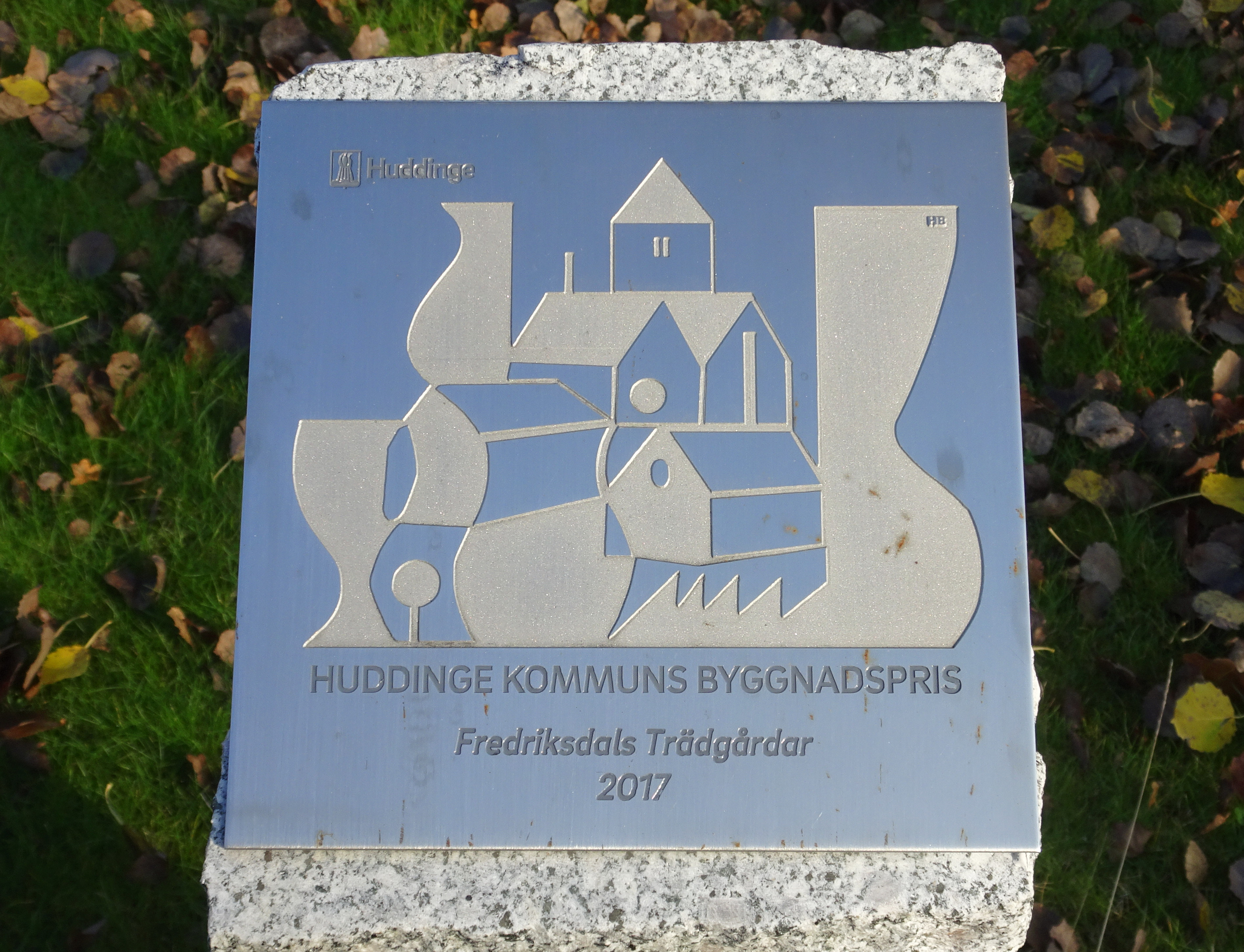
Plakett för Huddinges byggnadspris (2017).

Huddinges byggnadspris är ett arkitekturpris som sedan 2017 utdelas årligen till den främsta ny- eller ombyggnaden i Huddinge kommun. 

## Allmänt
Huddinge byggnadspris instiftades 2017 och utdelas av kommunen till en nybyggnad, ombyggnad, en anläggning eller en annan byggåtgärd som färdigställs under de senaste 48 månaderna. Syftet är bland annat att öka allmänhetens intresse för byggnader och platsers funktioner, upplevelsevärden och samspel med övrig miljö. Tanken bakom priset är också att ”stärka bilden av Huddinge”, att ”skapa intresse hos arkitekter för Huddinge som område” och att göra ”uppmärksam om vad just nu byggs i Huddinge”.
Kommunens samhällsbyggnadsutskott beslutar om maximal fem nomineringar och en publik omröstning avgör vinnaren. Priset är en plakett och ett diplom som formgavs av konstnären Håkan Bull. Vinnaren brukar tillkännages i oktober varje år och priset delas ut i samband med kommunfullmäktiges sammanträde i december.

### Vinnare
- 2017: Gretas backe, bostadsområde i Glömsta
- 2018: Glömstaskolan i Glömsta
- 2019: Villa Brännugnen (privatvilla och restaurang) i Stora Mellansjö
- 2020: Härbreparken, temalekpark i Skogås
- 2021: Flemingsbergsparken i Flemingsberg
- 2022: Skogsvillan i Gladö-Lissma
- 2023: Om- och tillbyggnaden av Tomtbergaskolan i centrala Huddinge
- 2024: Vargen 14, radhus på Stationsvägen i Stuvsta

### Bilder, nomineringar och vinnare (urval)

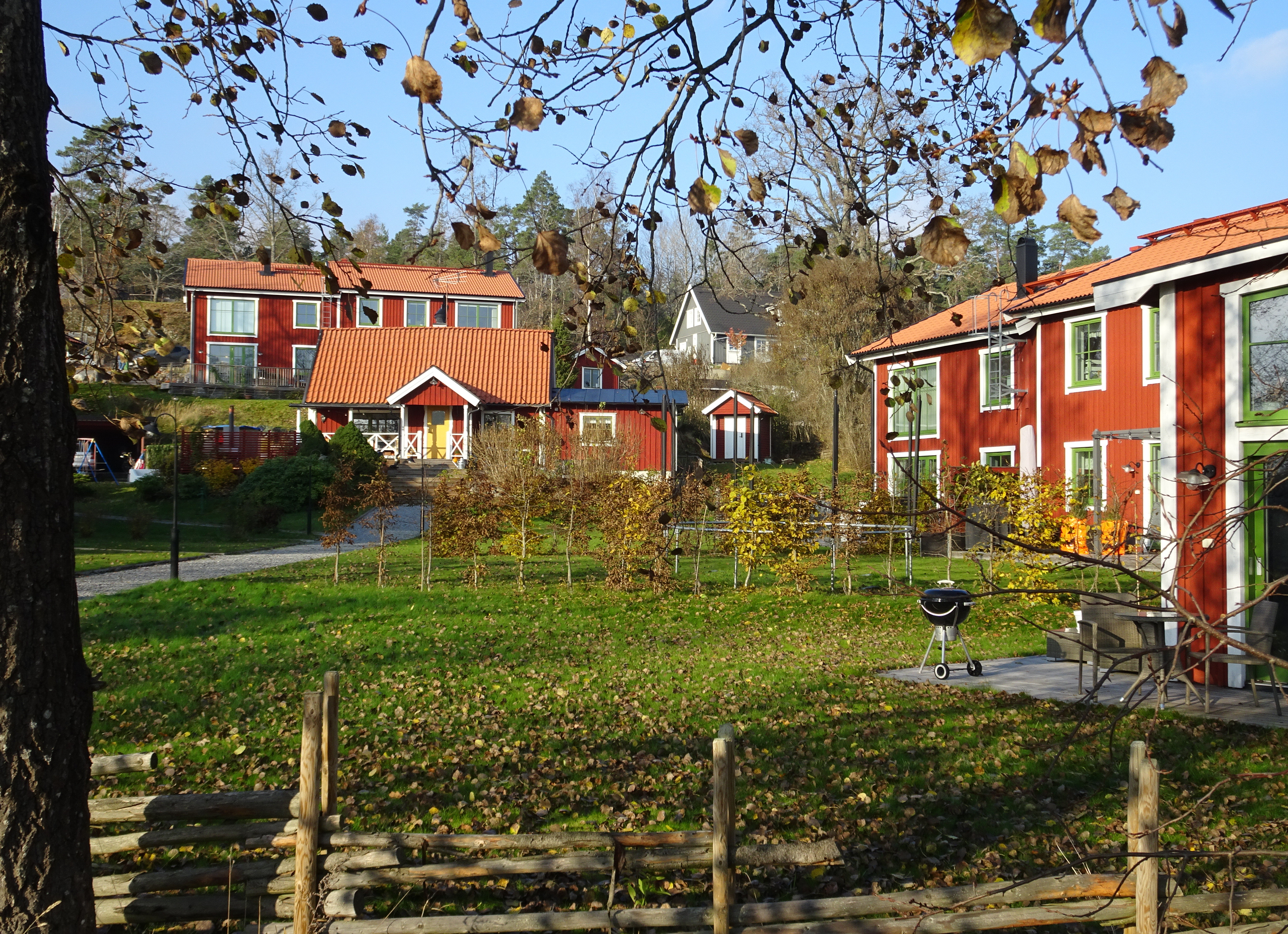
Gretas backe (vinnare 2017).
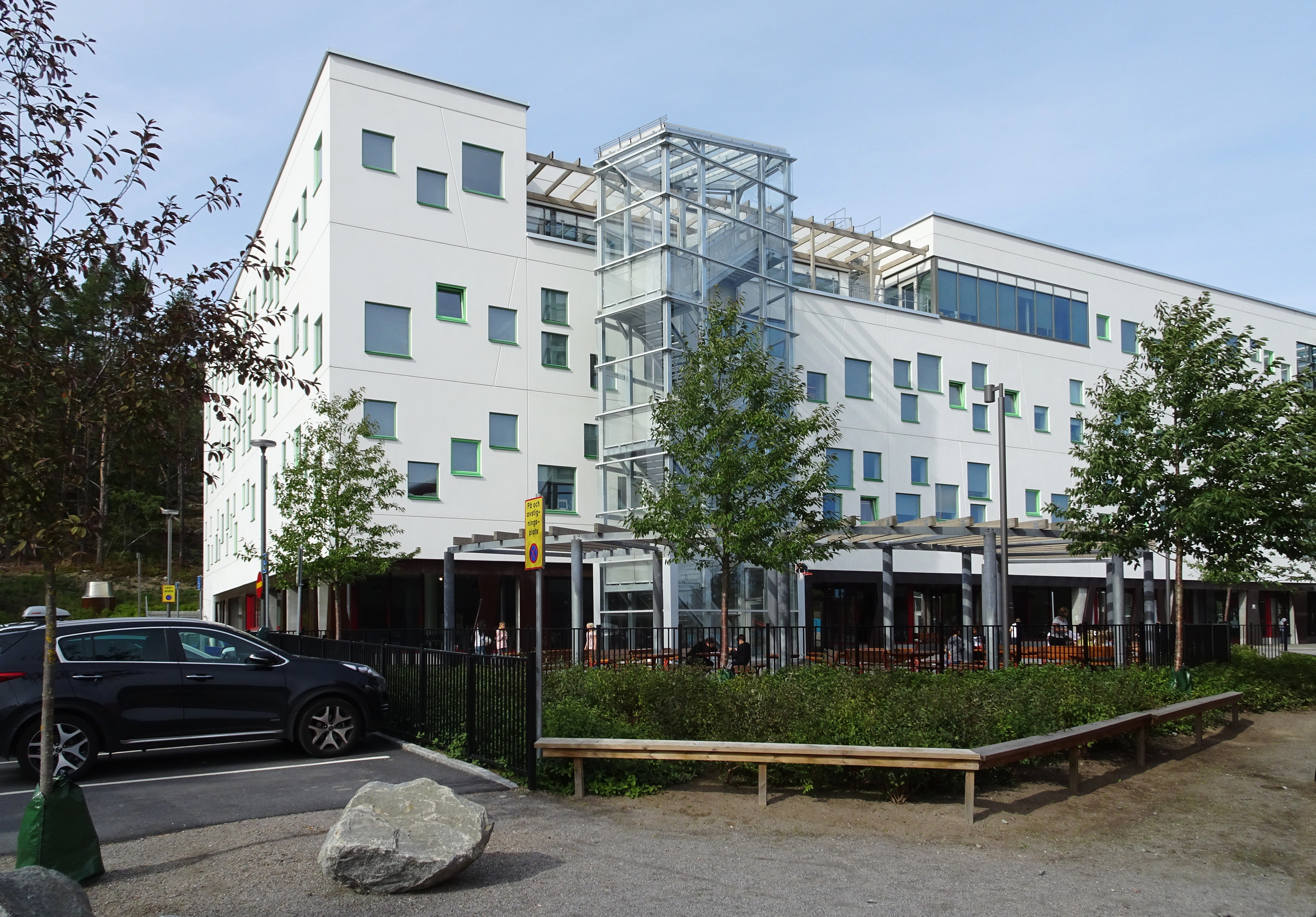
Glömstaskolan (vinnare 2018).
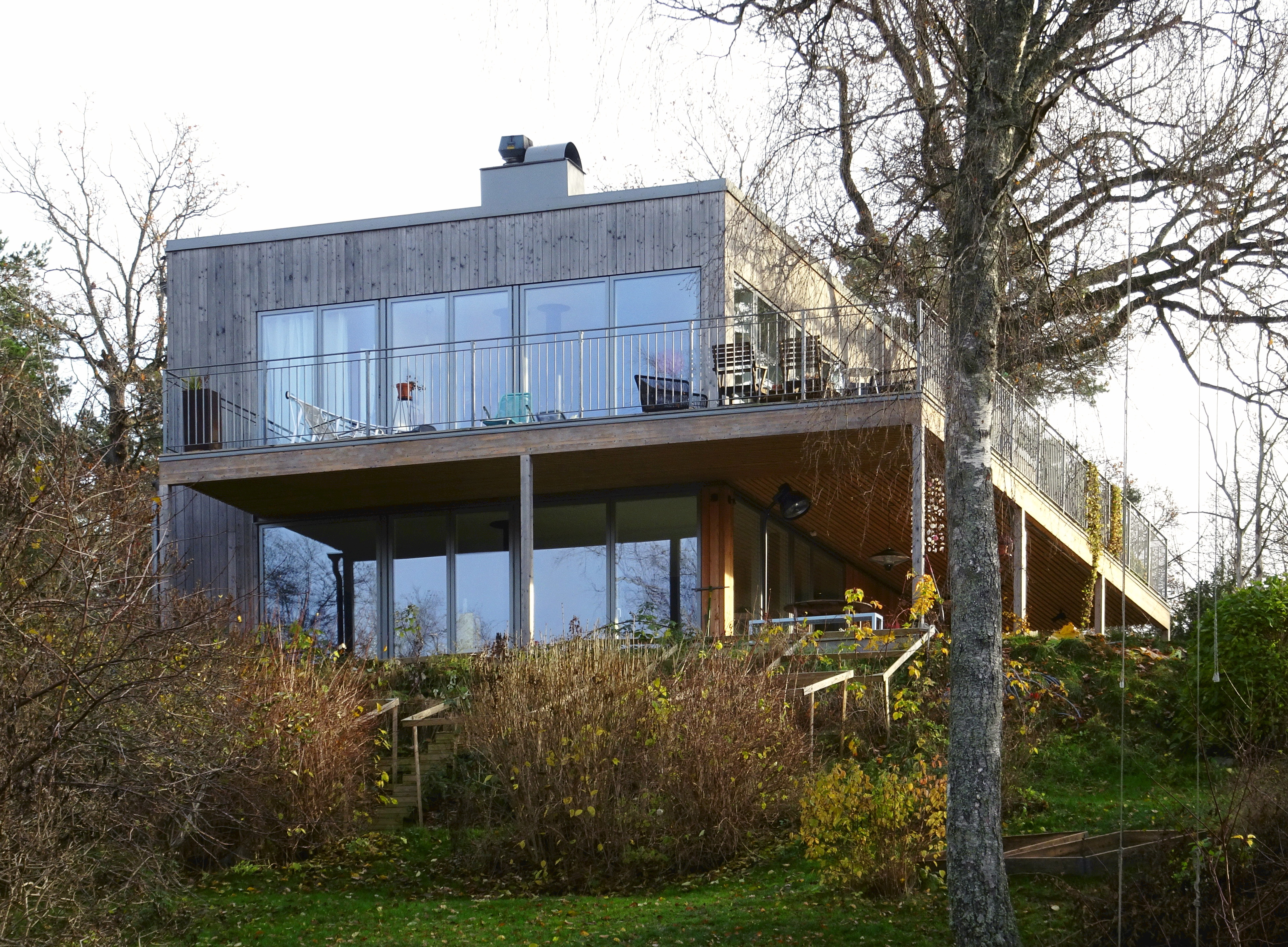
Villa Brännugnen (vinnare 2019).
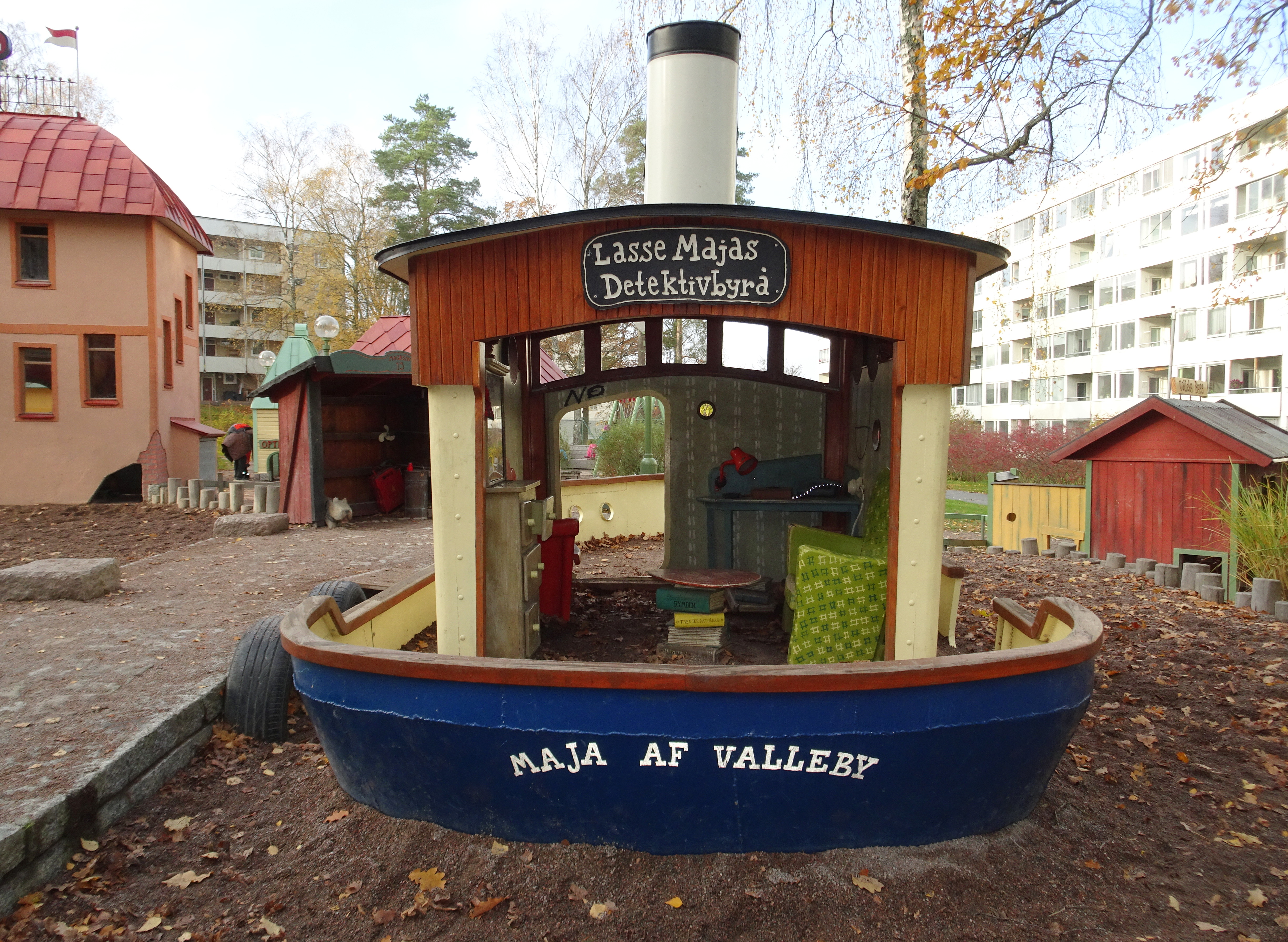
Härbreparken (vinnare 2020).
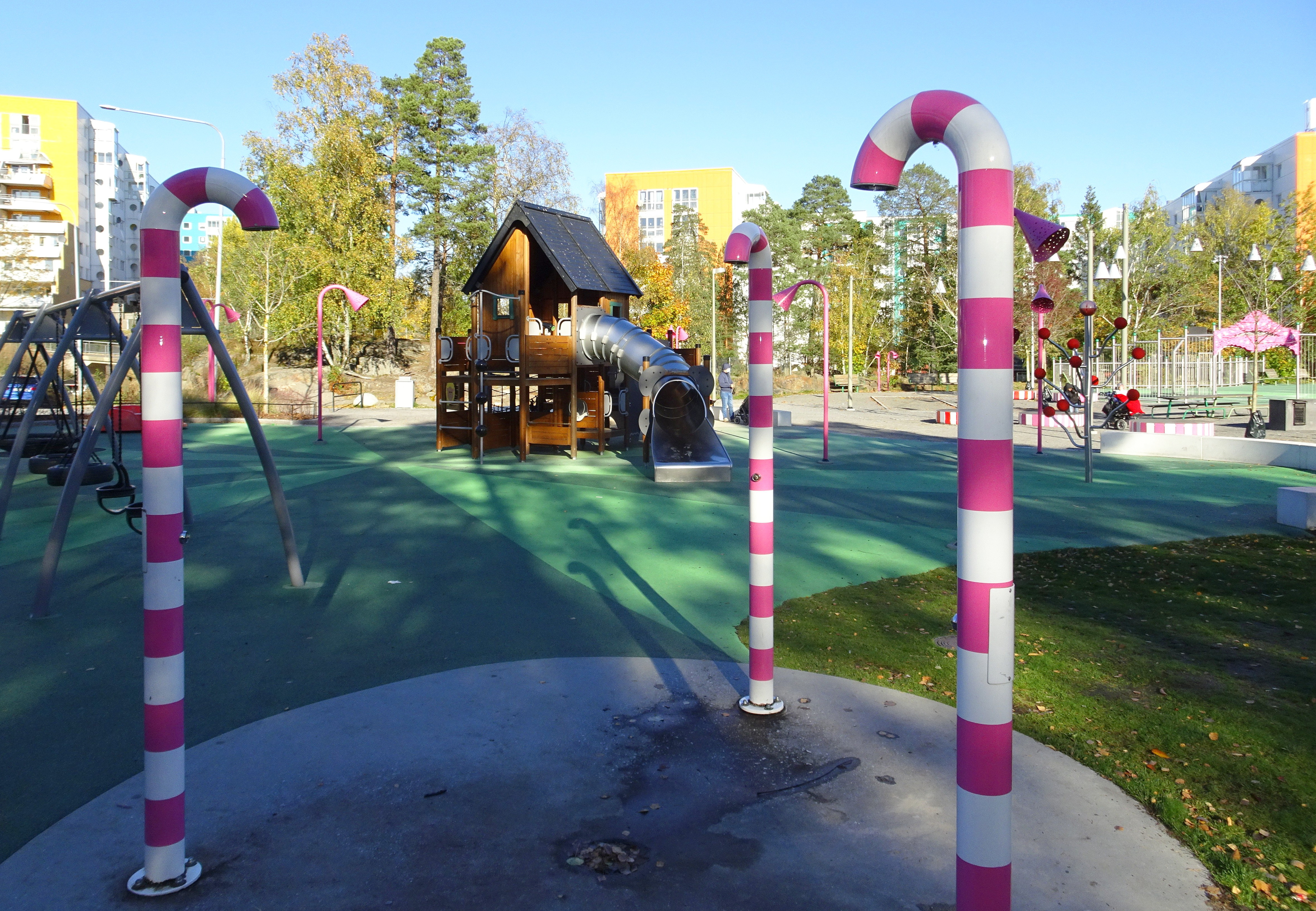
Flemingsbergsparken (vinnare 2021).